# Abdas van Susa
Abdas van Kaskhar of Susa, bisschop van Perzië, stierf de marteldood in 420.
Na een conflict met een plaatselijke magiër, zou Abdas opgeroepen hebben tot het in brand steken van een vuurtempel (een heiligdom van het Zoroastrisme). Toen koning Yazdagird I hem opdroeg de geleden schade te vergoeden, weigerde Abdas. De tot dan vreedzame verhouding tussen de verschillende godsdiensten kwam op de helling te staan. Yazdagird I gaf het bevel alle christelijke kerken in brand te steken. Iets later stierf de koning op een mysterieuze wijze en zijn zoon Bahram V deed er nog een schepje bovenop en liet bisschop Abdas doodknuppelen. De zoroastrische priesters spoorden Bahram V aan alle christenen te vervolgen. Vele vluchtten naar het Oost-Romeinse Rijk. Bahram V eiste dat alle christenen, die naar Romeinse Rijk uitgeweken waren, teruggestuurd zouden worden. Keizer Theodosius II weigerde en dit leidde tot de Romeins-Perzische oorlog 421-422.
Zijn feestdag is 16 mei.